# Vecsési FC
A Vecsési FC egy magyar labdarúgóklub, Vecsés városából, amely a 2017-2018-as idényben a NBIII-ban, azaz a harmadosztályban szerepel.

## A csapat története

### Névváltozások
- Vecsési SC
- Vecsési MTK
- Vecsési SzMTK
- Vecsési Lokomotív
- Vecsési FC

## Külső hivatkozások
- magyarfutball.hu